# Eugerygone
Eugerygone is een monotypisch geslacht van zangvogels uit de familie Australische vliegenvangers (Petroicidae).
De enige soort:
- Eugerygone rubra – Bloedrugvliegenvanger